# Thiên hoàng Shijō
Thiên hoàng Shijō (四条天皇 (Tứ Điều Thiên hoàng) Shijō-tennō, 17 tháng 3, 1231 – 10 tháng 2, 1242) là Thiên hoàng thứ 87 của Nhật Bản theo danh sách kế thừa truyền thống. Triều đại này kéo dài từ năm 1232 đến năm 1242.

## Phả hệ
Trước khi lên ngôi (hoàng vị), ông có tên cá nhân của mình (imina) là Mitsuhito -shinnō (秀仁親王 ?), còn được gọi là Tosihito -shinnō.
Ông là con trai đầu tiên của Thiên hoàng Go-Horikawa.

## Lên ngôi Thiên hoàng
Tháng 11/1232, Thiên hoàng Go-Horikawa thoái vị nhường ngôi cho con trai mới 1 tuổi, ấu vương Mitsuhito lên ngôi và lấy hiệu là Thiên hoàng Shijō. Do vị Thiên hoàng còn quá bé nên mẹ ông là Kujo Michiie và Saionji Kintsune làm Nhiếp chính. Ông sử dụng lại niên hiệu của cha, đặt thành niên hiệu Jōei (11/1232 - 4/1233).
Không có ghi chép nào về hoạt động dưới thời Thiên hoàng Shijō trị vì. Quyền lực Nhật hoàng bị hạn chế và mất dần quyền về tay Mạc phủ.
Tháng 1/1242, Thiên hoàng Shijō đột ngột băng hà mà không để lại người thừa kế. Người anh họ của ông là thân vương Kunihito sẽ lên ngôi, hiệu là Thiên hoàng Go-Saga.

### Kugyō
- Nhiếp chính: Kujō Norizane, 1231–1232
- Nhiếp chính: Kujō Norizane, 1232–1235
- Nhiếp chính: Kujō Michiie, 1235–1237
- Nhiếp chính: Konoe Kanetsune, 1237–1242
- Tả đại thần
- Hữu đại thần
- Nội đại thần
- Đại nạp ngôn

### Niên hiệu
- Jōei (1232–1234)
- Tenpuku (1233–1234)
- Bunryaku (1234–1235)
- Katei (1235–1238)
- Ryakunin (1238–1239)
- En'ō (1239–1240)
- Ninji (1240–1243)